# Skarvsladd

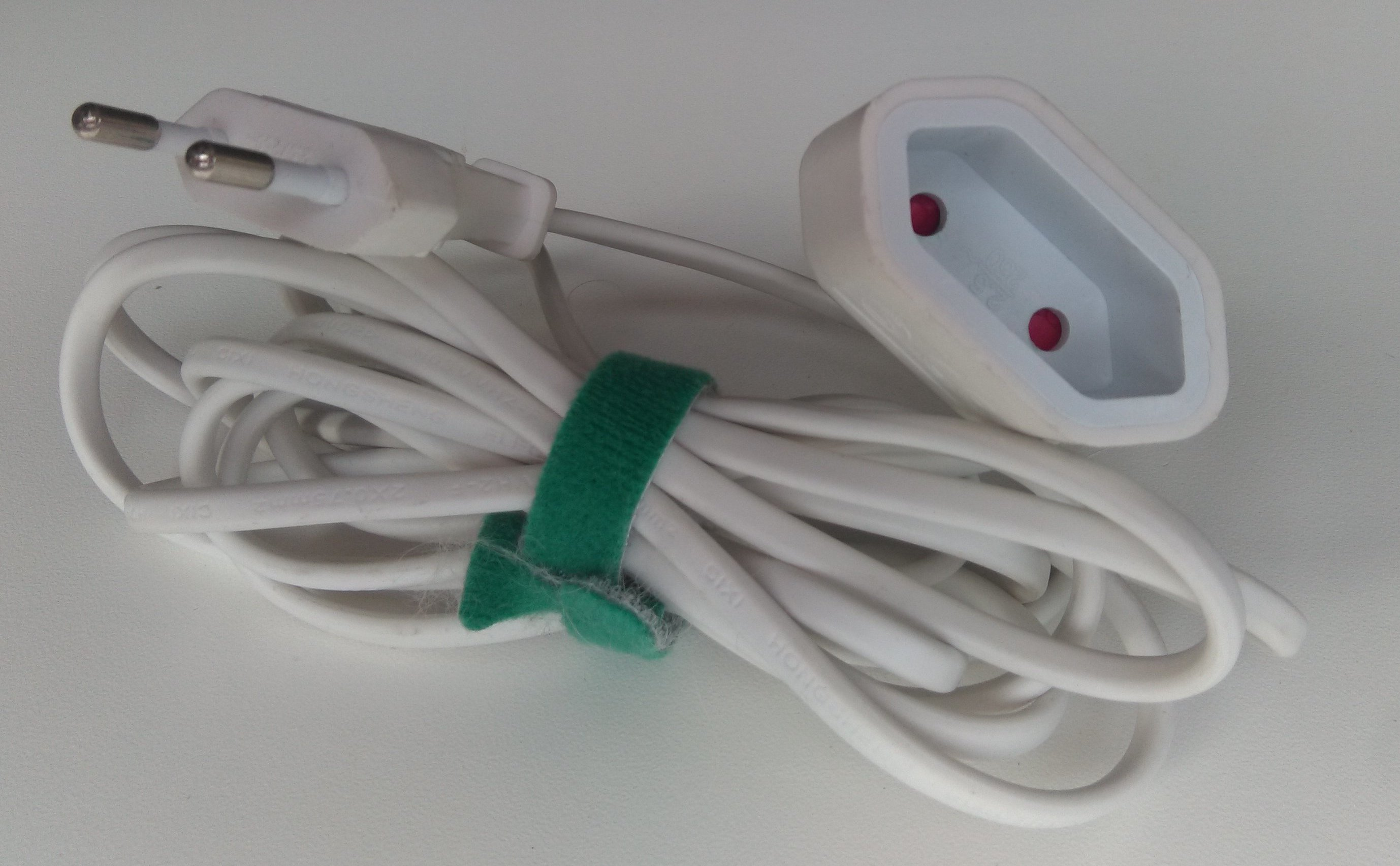
En skarvsladd.

En skarvsladd eller förlängningssladd är en elkabel som skarvas på en annan, och på så sätt förlänger den sammanlagda längden mellan väggkontaktdon och förbrukare.

## Säkerhet
En förlängningssladd har en viss resistans vilket vid hög ström orsakar spänningsfall och värmeutveckling. Detta brukar inte orsaka något bekymmer så länge som sladden ligger fritt på golvet eller hänger i luften. Däremot kan detta leda till problem för en förlängningssladd på rulle i pårullat tillstånd. Värmen uppstår i så fall "koncentrerad" i ett slutet begränsat utrymme och kan ge upphov till en farlig temperaturhöjning och i värsta fall kortslutning eller brand. På grund av detta uppger tillverkaren ofta maximal effekt för två skilda fall, nämligen en högre för en helt utdragen sladd, och en lägre för helt eller delvis pårullad. Exempel på apparater som utgör särskild risk för skada, brand eller elfel vid användning med förlängningssladd är kyl och frys, värmeelement och radiatorer, disk- och tvättmaskiner, mikrovågsugn, kaffebryggare och vattenkokare samt laddstationer för elbilar. Helst bör dessa apparater anslutas direkt till ett vägguttag. I annat fall bör man försäkra sig om att förlängningssladden är anpassad för ändamålet.
Förlängningssladdar bör även kontrolleras regelundet för att förebygga slitage och brand.

## Klentafs
Elektriker särskilt inom film- och TV-inspelningssammanhang brukar kalla vardagliga förlängningssladdar för klentafs.